# 에어 버드
《에어 버드》(영어: Air Bud)는 캐나다와 미국에서 제작된 찰스 마틴 스미스 감독의 1997년 스포츠 코미디 드라마 영화이다. 마이클 지터, 케빈 지거스 등이 출연하였고, 로버트 빈스 등이 제작에 참여하였다.

## 줄거리
아버지가 사망한 뒤 조시는 어머니, 여동생과 워싱턴주로 이사한다. 조시는 폐교회 뒤편에 임시변통으로 만든 농구장에서 농구 연습을 하다가 학대하는 주인에게서 도망친 골든 리트리버를 만난다. 조시는 뜻밖의 놀라운 농구 실력을 갖춘 이 개에게 버디라는 이름을 붙여주고 집에 데려간다. 버디는 조시가 들어간 학교 농구부의 마스코트가 되어 모두에게 사랑을 받는다. 챔피언전에서 부상자가 발생해 선수가 부족하자 버디가 빈 자리에 대신 들어가 조시의 팀을 승리로 이끈다.

## 출연진
- 마이클 지터
- 케빈 지거스
- 웬디 매케나
- 빌 코브스
- 에릭 크리스마스
- 니컬라 캐번디시
- 브렌던 플레처
- 제이 브래조

## 기타 제작진
- 협력 제작: 제임스 A. 주스코
- 미술: 엘리자베스 윌콕스
- 의상: 재나 스턴